# Réaction de Horner-Wadsworth-Emmons
Pour les articles homonymes, voir HWE.
La réaction de Horner-Wadsworth-Emmons, ou réaction HWE, est une réaction chimique qui permet de former un alcène à partir d'un composé carbonylé et d'alkylphosphonates. Le  produit formé est généralement l'alcène E.
Dès 1958, Leopold Horner décrit une modification de la réaction de Wittig qui utilise un oxyde d'alkylarylphosphine pour obtenir un carbanion stabilisé en α du phosphore. En 1961, William Wadsworth et William D. Emmons décrivent la réaction qui porte leurs noms.

## Mécanisme
Le mécanisme de la réaction n'est pas déterminé avec certitude. Un mécanisme est cependant généralement admis, par similitude avec celui de la réaction de Wittig.
La première étape du mécanisme est la déprotonation en α du phosphore pour former un carbanion. La présence du groupe électroattracteur permet de stabiliser ce carbanion et par conséquent de faciliter la déprotonation. Il est ainsi possible d'utiliser des bases relativement faibles, comme l'hydroxyde de sodium ou certaines amines en présence d'un agent activant. 
La deuxième étape est l'attaque du carbanion sur le carbone du groupe carbonyle, suivi de la formation de l'intermédiaire réactionnel cyclique. C'est lors de la formation de ce cycle à 4 atomes que se joue la stéréosélectivité de la réaction. La gêne stérique ralentit en effet la formation du produit cis par rapport au produit trans.
La dernière étape est l'ouverture du cycle avec la formation de l'alcène et du sous-produit de la réaction, un phosphate.

## Utilisations
La réaction de Horner-Wadsworth-Emmons est utilisée pour former des alcènes, en concurrence avec la réaction de Wittig. Les carbanions utilisés dans la réaction HWE sont cependant plus nucléophiles que les ylures de phosphore. L'utilisation de la réaction de Horner-Wadsworth-Emmons est également favorisée par l'élimination facile du sous-produit de la réaction, soluble dans l'eau, et la relativement facile préparation des réactifs, obtenus par une réaction de Michaelis-Arbuzov. Le principal intérêt de cette réaction est de pouvoir faire réagir des cétones encombrées.

## Variantes

### Modification de Still-Genari
En remplaçant les groupements EtO sur le phosphore par des groupements CF3CH2O, la stéréosélectivité est inversée : on obtient alors l'isomère Z.